# Friedrich Adolph Wislizenus
Friedrich Adolph Wislizenus (auch Frederick Adolph Wislizenus, * 21. Mai 1810 in Königsee; † 23. September 1889 in St. Louis, USA) war ein amerikanischer Arzt und Botaniker deutscher Abstammung. Sein offizielles botanisches Autorenkürzel lautet „Wisl.“

## Leben
Wislizenus' Vater war evangelischer Pfarrer, er wurde als jüngstes von drei Kindern geboren. Nachdem beide Eltern früh verstarben, wuchsen die Kinder beim Bruder der Mutter auf. Er besuchte das Gymnasium in Rudolstadt und sollte, seinem Vater folgend, Theologie studieren. Jedoch begann er zunächst an der Universität Jena, später in Göttingen und Tübingen ein naturwissenschaftliches Studium. Während seines Studiums wurde er 1830 Mitglied der Jenaischen Burschenschaft Germania und 1831 der Burschenschaft Amicitia Würzburg, spätere Burschenschaft Germania zu Würzburg.
Am 3. April 1833 war Wislizenus einer der Beteiligten des Frankfurter Wachensturms. Nachdem der Aufstand niedergeschlagen war, gelang ihm die Flucht aus Deutschland, zunächst nach Straßburg, von wo aus er nach Zürich ging, um dort 1834 seinen Titel als Doktor der Medizin zu erlangen.
Daraufhin wanderte er in die Vereinigten Staaten aus, um ab 1835 in New York als Arzt zu praktizieren. Bereits nach zwei Jahren zog er nach Mascoutah (Illinois) und begann mit dem Sammeln von Pflanzen. In St. Louis, wo er ab 1839 wohnte, machte er Bekanntschaft mit dem Arzt und Botaniker George Engelmann und betrieb bis 1846 mit diesem gemeinschaftlich eine Arztpraxis.
Wislizenus heiratete 1850 Lucy Crane, mit der er mehrere Kinder hatte. Nach vielen Reisen und Expeditionen, unter anderem in seine alte Heimat Königsee, nach Kalifornien und Panama setzte er sich 1852 in St. Louis zur Ruhe. Er war Mitglied der Academy of Science of St. Louis sowie der Missouri Historical Society. Im Laufe der Zeit steigerte sich sein Interesse an atmosphärischer Elektrizität, die er mit damals neuartigen Methoden untersuchte. Gegen Ende seines Lebens erblindete Wislizenus, ließ sich jedoch weiterhin Literatur vorlesen. Nach mehreren Jahren Blindheit starb er am 23. September 1889 in Anwesenheit von Frau und Kindern.

## Ehrungen
Nach ihm benannt ist die Pflanzengattung Wislizenia Engelm. aus der Familie der Cleomaceae.

## Schriften
- Memoir of a tour to northern Mexico: connected with Col. Doniphan's expedition, in 1846 and 1847. Tippin & Streeper, Washington 1848 doi:10.5962/bhl.title.41509
- Denkschrift über eine Reise nach Nord-Mexiko. F. Vieweg, Braunschweig 1850 doi:10.5962/bhl.title.41523 doi:10.5962/bhl.title.61210
- Gedichte. Seinen Freunden zum Andenken von seiner Familie. St. Louis (MO) 1890 doi:10.5962/bhl.title.7778 (online).